# 3 Pułk Zmechanizowany
3 Berliński Pułk Zmechanizowany im. kpt. Eugeniusza Oksanicza (3 pz) - dawny oddział zmechanizowany Wojska Polskiego.
W 1955 stacjonujący w Ciechanowie 3 Berliński pułk piechoty został przeformowany na 3 Berliński pułk zmechanizowany.
1 września 1983 Pułk otrzymał imię patrona – kapitana Eugeniusza Oksanicza.
W latach 1993–1994 na bazie pułku utworzono 18 Brygadę Zmechanizowaną w Białymstoku, która w wyniku restrukturyzacji Sił Zbrojnych w dniu 31 grudnia 2001 została przekształcona na 18 Brygadę Obrony Terytorialnej.

## Dowódcy pułku
- ppłk Leszek Kozłowski